# Міколаєв (Зґерський повіт)
Міколаєв (пол. Mikołajew) — село в Польщі, у гміні Паженчев Зґерського повіту Лодзинського воєводства.
Населення — 146 осіб (2011).
У 1975-1998 роках село належало до Лодзинського воєводства.

## Демографія
Демографічна структура станом на 31 березня 2011 року:
|          | Загалом | Допрацездатний вік | Працездатний вік | Постпрацездатний вік |
| -------- | ------- | ------------------ | ---------------- | -------------------- |
| Чоловіки | 68      | 11                 | 46               | 11                   |
| Жінки    | 78      | 16                 | 46               | 16                   |
| Разом    | 146     | 27                 | 92               | 27                   |